# Magnus Starck
Magnus Oskar Starck, född 15 juli 1907 i Oscars församling i Stockholm, död 10 januari 1986 i Oscars församling i Stockholm, var en svensk militär.

## Biografi
Starck avlade studentexamen i Stockholm 1926. Han avlade sjöofficersexamen vid Sjökrigsskolan 1929 och utnämndes samma år till fänrik i flottan. Han befordrades till underlöjtnant 1931 och till löjtnant 1933 samt studerade vid Sjökrigshögskolan 1935–1937. Han tjänstgjorde vid Marinstaben 1937–1938, befordrades 1940 till kapten och 1946 till kommendörkapten av andra graden samt var stabschef hos chefen för Sydkustens marindistrikt 1948–1951. År 1951 befordrades han till kommendörkapten av första graden och var fartygschef på Älvsnabben 1951–1952. Åren 1952–1954 var han chef för Marinavdelningen vid Försvarsstaben och därefter fartygschef på Tre Kronor 1954–1955. Han var lärare vid Försvarshögskolan 1955–1957. Han befordrades 1957 till kommendör och var chef för Sjökrigshögskolan 1957–1959. Han var flaggkapten 1959–1964 och chef för Sektion 1 vid Marinstaben 1964–1967. Han var därtill adjutant åt Hans Majestät Konungen 1950–1957, från 1957 överadjutant.
Starck invaldes som ledamot av Kungliga Örlogsmannasällskapet 1943 och var dess sekreterare 1948–1950 samt redaktör för Tidskrift i sjöväsendet 1950–1951 och utsågs till hedersledamot 1976. Han invaldes som ledamot av Kungliga Krigsvetenskapsakademien 1959. Magnus Starck är begravd på Norra begravningsplatsen utanför Stockholm.

## Utmärkelser
- Riddare av Svärdsorden, 1947.[8]
- Riddare av Vasaorden, 1950.[9]
- Kommendör av Svärdsorden, 1961.[10]
- Kommendör av första klass av Svärdsorden, 1965.[11]